# World Series 1962
Le World Series 1962 sono state la 59ª edizione della serie di finale della Major League Baseball al meglio delle sette partite tra i campioni della National League (NL) 1962, i San Francisco Giants, e quelli della American League (AL), i New York Yankees. A vincere il loro ventesimo titolo furono gli Yankees per quattro gare a tre.
La serie è ricordata in particolare per la sua conclusione: con due compagni in seconda e terza base e due out nella parte bassa del nono inning, l'Hall of Famer Willie McCovey colpì con violenza una pallina che fu presa al volo dal seconda base Bobby Richardson, preservando la vittoria di un punto degli Yankees.
I Giants avevano vinto il loro primo pennant dal 1954 e il primo dal trasferimento da New York nel 1958. Vi si erano qualificati battendo i Los Angeles Dodgers in una serie di playoff al meglio delle tre gare. I Giants superarono gli avversari in media battuta, media PGL, fuoricampo. doppi e tripli nella serie ma furono ugualmente sconfitti. Non sarebbero tornati in finale per altri 27 anni. Gli Yankees invece, dopo un lungo periodo di dominio, non avrebbero più vinto il titolo per 15 stagioni.

## Sommario
New York ha vinto la serie, 4-3.
| Gara | Data         | Risultato                                      | Stadio           | Tempo | Pubblico |
| ---- | ------------ | ---------------------------------------------- | ---------------- | ----- | -------- |
| 1    | 4 ottobre    | New York Yankees – 6, San Francisco Giants – 2 | Candlestick Park | 2:43  | 43.852   |
| 2    | 5 ottobre    | New York Yankees – 0, San Francisco Giants – 2 | Candlestick Park | 2:11  | 43.910   |
| 3    | 7 ottobre    | San Francisco Giants – 2, New York Yankees – 3 | Yankee Stadium   | 2:06  | 71.434   |
| 4    | 8 ottobre    | San Francisco Giants – 7, New York Yankees – 3 | Yankee Stadium   | 2:55  | 66.607   |
| 5    | 10 ottobre†  | San Francisco Giants – 3, New York Yankees – 5 | Yankee Stadium   | 2:42  | 63.165   |
| 6    | 15 ottobre†† | New York Yankees – 2, San Francisco Giants – 5 | Candlestick Park | 2:00  | 43.948   |
| 7    | 16 ottobre   | New York Yankees – 1, San Francisco Giants – 0 | Candlestick Park | 2:29  | 43.948   |

†: posticipata dal 9 ottobre causa pioggia
††: posticipata dall'11 ottobre causa pioggia

## Hall of Famer coinvolti
- Umpire: Al Barlick
- Yankees: Yogi Berra, Whitey Ford, Mickey Mantle
- Giants: Orlando Cepeda, Juan Marichal, Willie Mays, Willie McCovey

## Nella cultura di massa
Nella striscia dei Peanuts del 22 dicembre 1962, l'autore e tifoso dei Giants Charles M. Schulz disegnò Charlie Brown seduto tristemente con Linus, lamentandosi nell'ultima vignetta: "Perché McCovey non ha colpito la palla solo tre piedi più alta?" Il 28 gennaio 1963, la striscia mostrò una scena quasi identica, tranne nell'ultima vignetta in cui Charlie si lamentò: "O perché McCovey non ha colpito la palla anche due piedi più alta?"